# Башня Бисмарка (Люденшайд)
Башня Бисмарка в Люденшайде (нем. Bismarckturm in Lüdenscheid) — башня-памятник (мемориальная колонна), возведенная в 1901—1902 годах в городе Люденшайд в честь бывшего канцлера Германии Отто фон Бисмарка; была снесена летом 1965 года.

## История и описание
Идея постройки в Люденшайде башня в честь бывшего канцлера Германии Отто фон Бисмарка возникла осенью 1898 года: 12 января 1899 был сформирован комитет по строительству в составе 19 членов, а газеты начали призывать горожан вносить пожертвования; к 21 февраля следующего года было собрано 26 543 марок от 1300 человек. Как и в соседнем городе Хаген, для строительства был выбран отмеченный наградами проект архитектора Вильгельма Крайса, модифицированный городским архитектором Йодикке «в соответствии с местными условиями». Из трех возможных мест члены совета, большинством в 75 %, выбрали гору Breitenloh — хотя сам архитектор Крайс выступал за гору Хё (нем. Höh). Администрация города бесплатно предоставила участок земли в 16 акров, приобретенный в 1899 году для строительства спортивной площадки.
Строительные работы проводились местной компанией «Hugo Klein» — отдельные блоки квадратного постамента башни, имевшей высоту в 17,5 метров, весили до пяти тонн. Строительство, проводившееся под руководством Йодикке, завершилось в октябре 1901 года. Официальная церемония открытия была перенесена на 11 мая 1902, в надежде на хорошую погоду. Огонь на вершине башни — в её двухметровой чаше — был зажжён ещё до формального открытия: 1 апреля, в день рождения Бисмарка. В 1956 году вокруг «Бисмарктурм» была построена школа имени Альберта Швейцера — сооружение теперь находилось посреди школьной площадки. 25 января 1965 года городской совет Люденшайда принял решение снести башню, которой требовалась капитальная реконструкция: снос был произведен летом того же года. Часть строительных материалов была использована при возведении и ремонте соседних зданий.